# Minya, Ai Cập
Minya là thành phố ở phía đông Ai Cập, thủ phủ của tỉnh Minya, Hạ Ai Cập giữa bờ tây của sông Nin và kênh đào Ibrahimiya. Thành phố này nằm trên một giao lộ đường sắt và có cảng sông quan trọng phục vụ cho buôn bán bông vải, mía đường và ngũ cốc. Al Minya có các ngành: kéo sợi bông, chế biến mía đường, chế biến sữa. Thành phố này có viện bảo tàng cổ vật và trường đại học. Được thành lập làm một công quốc vào thời vương triều 12 (từ 1991 đến 1783 trước Công nguyên), Minya đã được xây lại dưới thời Abbasid (từ năm 750 đến 1258 sau Công nguyên). 